# Coelichneumon exephanopsis
Coelichneumon exephanopsis är en stekelart som beskrevs av Heinrich 1934. Coelichneumon exephanopsis ingår i släktet Coelichneumon och familjen brokparasitsteklar. Utöver nominatformen finns också underarten C. e. burmae.